# Guachené
Guachené è un comune colombiano del dipartimento di Cauca. Si trova a 89 km del capoluogo del dipartimento, Popayán. È il comune più giovane del dipartimento in termini di fondazione, infatti è stato creato nel dicembre 2006.

## Storia
Dal 1546 si hanno testimonianze dei primi coloni nella zona, che furono utilizzati come manodopera dalla corona spagnola. Dopo vari tentativi di rendere Guachené un comune a tutti gli effetti, questo è stato reso possibile il 19 dicembre 2006.

## Economia
La principale attività economica è la coltivazione della canna da zucchero, oltre a quelle di mais, sorgo, soia, manioca e alberi da frutto.